# Фридрих Франц (герцог Мекленбургский)
Фридрих Франц V (нем. Friedrich Franz (V) Herzog zu Mecklenburg; 22 апреля 1910, Шверин — 31 июля 2001, Гамбург) — герцог Мекленбург-Шверинский, старший сын великого герцога Мекленбург-Шверинского Фридриха Франца IV и герцогини Александры, урождённой принцессы Камберленд-Брауншвейг-Люнебургской, внук великой княгини Анастасии Михайловны.
Являлся наследником престола, однако в 1918 году его отец подписал отречение, с которым закончилось правление Мекленбургской династии. После 1918 года с родителями переехал в Людвигслюст.
В 1931 году против воли отца вступил в СС, дослужившись к 1936 году до гауптштурмфюрера. Во время Второй мировой войны работал в немецком посольстве в Дании личным помощником Вернера Беста. Летом 1944 года служил в танковом корпусе войск СС.
В 1944 году семейный совет Мекленбургского дома решил назначить наследником главы дома вместо Фридриха Франца его младшего брата Христиана Людвига, который и стал главой Дома после смерти отца. В 1945 году семья переехала во Фленсбург, где в этом же году скончался его отец. Вскоре с матерью Фридрих Франц переехал в Глюксбург, где умерла его мать в 1963 году. В Глюксбурге герцог провёл оставшиеся годы своей жизни.
11 июля 1941 году женился на Карине Элизабет фон Шапер (1920—2012), дочери Вальтера фон Шапера и его жены баронессы Луизы фон Мюнхгаузен. Детей не имел. У его брата Христиана Людвига, умершего в 1996 году, родились только две дочери, поэтому со смертью Фридриха Франца в 2001 году мужская линия дома Мекленбург-Шверин прервалась.